# Erich Kauer
Erich Kauer (8 gennaio 1908 – 30 dicembre 1989) è stato un calciatore tedesco, di ruolo centrocampista.

## Carriera

### Nazionale
Ha collezionato 5 presenze con la propria Nazionale.